# Tainan (tỉnh)

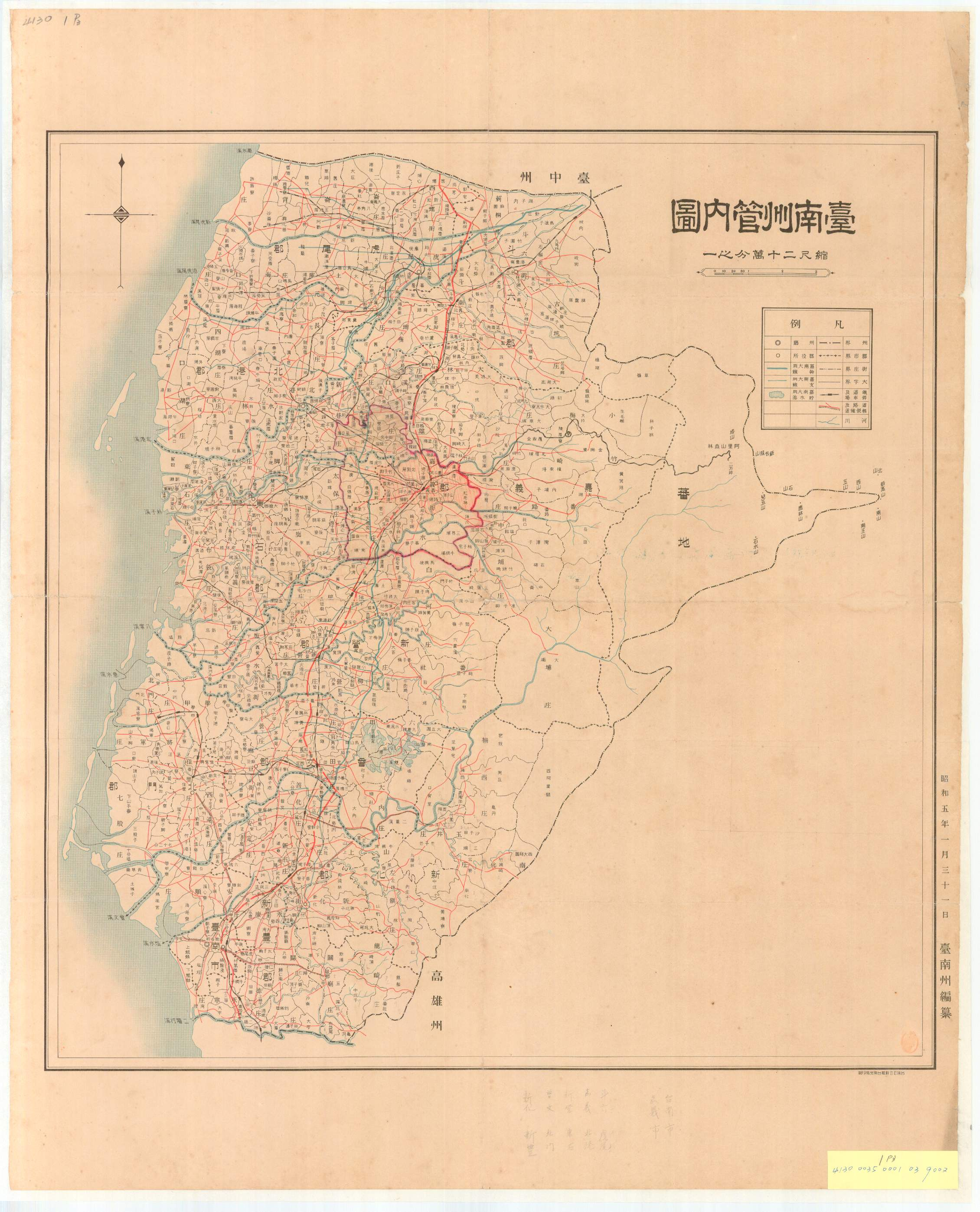
Tỉnh Tainan

Tỉnh Tainan (tiếng Nhật: 臺南州/台南州; Tainan-shū; Hán-Việt: Đài Nam châu) là một đơn vị hành chính ở Đài Loan được Nhật Bản thành lập vào năm 1920 trong thời kỳ Đài Loan thuộc Nhật. Tỉnh này bao trùm địa phận hiện tại của các thành phố Đài Nam, Gia Nghĩa và các huyện Gia Nghĩa, Vân Lâm. Tỉnh lỵ đặt tại thành phố Tainan, chính là thành phố Đài Nam ngày nay. Tòa hành chính tỉnh Tainan nay được trưng dụng bởi Viện bảo tàng Văn học Quốc lập Đài Loan (國立臺灣文學館).

## Dân số
Thống kê dân số thường trú tại tỉnh Tainan vào năm 1941:
| Tổng dân số                                     | 1.550.695 |
| ----------------------------------------------- | --------- |
| Người Nhật                                      | 53.446    |
| Người Đài Loan                                  | 1.489.621 |
| Người Triều Tiên                                | 253       |
| Điều tra dân số năm 1941 (năm Chiêu Hòa thứ 16) |           |

## Phân cấp hành chính

### Thành phố và quận
Năm 1945 (năm Chiêu Hòa thứ 20), có 2 thành phố và 10 quận.
| Thành phố (市 shi) | Thành phố (市 shi) | Thành phố (市 shi) | Quận (郡 gun) | Quận (郡 gun) | Quận (郡 gun) |
| Tên                | Kanji              | Kana               | Tên           | Kanji         | Kana          |
| ------------------ | ------------------ | ------------------ | ------------- | ------------- | ------------- |
| Thành phố Tainan   | 臺南市             | たいなんし         | Quận Niitoyo  | 新豐郡        | にいとよぐん  |
| Thành phố Tainan   | 臺南市             | たいなんし         | Quận Shinka   | 新化郡        | しんかぐん    |
| Thành phố Tainan   | 臺南市             | たいなんし         | Quận Sobun    | 曾文郡        | そぶんぐん    |
| Thành phố Tainan   | 臺南市             | たいなんし         | Quận Hokumon  | 北門郡        | ほくもんぐん  |
| Thành phố Tainan   | 臺南市             | たいなんし         | Quận Shin'ei  | 新營郡        | しんえいぐん  |
| Thành phố Kagi     | 嘉義市             | かぎし             | Quận Kagi     | 嘉義郡        | かぎぐん      |
| Thành phố Kagi     | 嘉義市             | かぎし             | Quận Toroku   | 斗六郡        | とろくぐん    |
| Thành phố Kagi     | 嘉義市             | かぎし             | Quận Kobi     | 虎尾郡        | こびぐん      |
| Thành phố Kagi     | 嘉義市             | かぎし             | Quận Hokukō   | 北港郡        | ほくこうぐん  |
| Thành phố Kagi     | 嘉義市             | かぎし             | Quận Tōseki   | 東石郡        | とうせきぐん  |

### Thị xã và làng
Quận được chia thành thị xã (街, nhai) và làng (庄, trang):
| Quận           | Tên            | Kanji  | Ghi chú                                                          |
| -------------- | -------------- | ------ | ---------------------------------------------------------------- |
| Niitoyo 新豐郡 | Làng Jintoku   | 仁德庄 | Nhân Đức ngày nay                                                |
| Niitoyo 新豐郡 | Làng Kijin     | 歸仁庄 | Quy Nhân ngày nay                                                |
| Niitoyo 新豐郡 | Làng Kanbyō    | 關廟庄 | Quan Miếu ngày nay                                               |
| Niitoyo 新豐郡 | Làng Tatsuzaki | 龍崎庄 | Long Khi ngày nay                                                |
| Niitoyo 新豐郡 | Làng Eikō      | 永康庄 | Vĩnh Khang ngày nay                                              |
| Niitoyo 新豐郡 | Làng Anjun     | 安順庄 | An Nam ngày nay                                                  |
| Niitoyo 新豐郡 | Làng Einei     | 永寧庄 | Bãi bỏ năm 1940, nhập vào thành phố Tainan và làng Zintoku       |
| Shinka 新化郡  | Thị xã Shinka  | 新化街 | Tân Hóa ngày nay                                                 |
| Shinka 新化郡  | Thị xã Zenka   | 善化街 | Thiện Hóa ngày nay                                               |
| Shinka 新化郡  | Làng Shinshi   | 新市庄 | Tân Thị ngày nay                                                 |
| Shinka 新化郡  | Làng Antei     | 安定庄 | An Định ngày nay                                                 |
| Shinka 新化郡  | Làng Yamakami  | 山上庄 | Sơn Thượng ngày nay                                              |
| Shinka 新化郡  | Làng Tamai     | 玉井庄 | Ngọc Tĩnh ngày nay                                               |
| Shinka 新化郡  | Làng Nansei    | 楠西庄 | Nam Tây ngày nay                                                 |
| Shinka 新化郡  | Làng Nanka     | 南化庄 | Nam Hóa ngày nay                                                 |
| Shinka 新化郡  | Làng Sachin    | 左鎮庄 | Tả Trấn ngày nay                                                 |
| Sobun 曽文郡   | Thị xã Matō    | 麻豆街 | Ma Đậu ngày nay                                                  |
| Sobun 曽文郡   | Làng Kaei      | 下營庄 | Hạ Doanh ngày nay                                                |
| Sobun 曽文郡   | Làng Rokkō     | 六甲庄 | Lục Giáp ngày nay                                                |
| Sobun 曽文郡   | Làng Kanden    | 官田庄 | Quan Điền ngày nay                                               |
| Sobun 曽文郡   | Làng Ōuchi     | 大內庄 | Đại Nội ngày nay                                                 |
| Hokumon 北門郡 | Kari           | 佳里街 | Giai Lý ngày nay                                                 |
| Hokumon 北門郡 | Làng Seikō     | 西港庄 | Tây Cảng ngày nay                                                |
| Hokumon 北門郡 | Làng Shichiko  | 七股庄 | Thất Cổ ngày nay                                                 |
| Hokumon 北門郡 | Làng Shōgun    | 將軍庄 | Tướng Quân ngày nay                                              |
| Hokumon 北門郡 | Làng Hokumon   | 北門庄 | Bắc Môn ngày nay                                                 |
| Hokumon 北門郡 | Làng Gakkō     | 學甲庄 | Học Giáp ngày nay                                                |
| Shin'ei 新營郡 | Thị xã Shin'ei | 新營街 | Tân Doanh ngày nay                                               |
| Shin'ei 新營郡 | Thị xã Ensui   | 鹽水街 | Diêm Thủy ngày nay                                               |
| Shin'ei 新營郡 | Làng Shirakawa | 白河庄 | Bạch Hà ngày nay                                                 |
| Shin'ei 新營郡 | Làng Ryūei     | 柳營庄 | Liễu Doanh ngày nay                                              |
| Shin'ei 新營郡 | Làng Kōheki    | 後壁庄 | Hậu Bích ngày nay                                                |
| Shin'ei 新營郡 | Làng Bansha    | 番社庄 | Đông Sơn                                                         |
| Kagi 嘉義郡    | Thị xã Tairin  | 大林街 | Đại Lâm ngày nay                                                 |
| Kagi 嘉義郡    | Làng Mizukami  | 水上庄 | Thủy Thượng ngày nay                                             |
| Kagi 嘉義郡    | Làng Tamio     | 民雄庄 | Dân Hùng ngày nay                                                |
| Kagi 嘉義郡    | Làng Shinkō    | 新巷庄 | Tân Cảng ngày nay                                                |
| Kagi 嘉義郡    | Làng Keikō     | 渓口庄 | Khê Khẩu ngày nay                                                |
| Kagi 嘉義郡    | Làng Kōme      | 小梅庄 | Mai Sơn ngày nay                                                 |
| Kagi 嘉義郡    | Làng Takesaki  | 竹崎庄 | Trúc Khi ngày nay                                                |
| Kagi 嘉義郡    | Làng Banro     | 番路庄 | Phiên Lộ ngày nay                                                |
| Kagi 嘉義郡    | Làng Chūho     | 中埔庄 | Trung Phố ngày nay                                               |
| Kagi 嘉義郡    | Làng Taiho     | 大埔庄 | Đại Phố ngày nay                                                 |
| Kagi 嘉義郡    | Khu bản địa    | 蕃地   | A Lý Sơn ngày nay                                                |
| Kagi 嘉義郡    | Thị xã Kagi    | 嘉義街 | Nâng lên thành phố vào năm 1930, là thành phố Gia Nghĩa ngày nay |
| Toroku 斗六郡  | Thị xã Toroku  | 斗六街 | Đấu Lục và Lâm Nội ngày nay                                      |
| Toroku 斗六郡  | Thị xã Tonan   | 斗南街 | Đấu Nam ngày nay                                                 |
| Toroku 斗六郡  | Làng Kokō      | 古坑庄 | Cổ Khanh ngày nay                                                |
| Toroku 斗六郡  | Làng Taihi     | 大埤庄 | Đại Bì ngày nay                                                  |
| Toroku 斗六郡  | Làng Shidō     | 莿桐庄 | Thích Đồng ngày nay                                              |
| Kobi 虎尾郡    | Thị xã Kobi    | 虎尾街 | Hổ Vĩ ngày nay                                                   |
| Kobi 虎尾郡    | Thị xã Seira   | 西螺街 | Tây Loa ngày nay                                                 |
| Kobi 虎尾郡    | Thị xã Doko    | 土庫街 | Thổ Khố và Bao Trung ngày nay                                    |
| Kobi 虎尾郡    | Làng Jirin     | 二崙庄 | Nhị Lôn ngày nay                                                 |
| Kobi 虎尾郡    | Làng Ronbai    | 崙背庄 | Luân Bối và Mạch Liêu ngày nay                                   |
| Kobi 虎尾郡    | Làng Kaikō     | 海口庄 | Đài Tây và Đông Thế ngày nay                                     |
| Hokkō 北港郡   | Thị xã Hokkō   | 北港街 | Bắc Cảng ngày nay                                                |
| Hokkō 北港郡   | Làng Kanchō    | 元長庄 | Nguyên Trường ngày nay                                           |
| Hokkō 北港郡   | Làng Shiko     | 四湖庄 | Tứ Hồ ngày nay                                                   |
| Hokkō 北港郡   | Làng Kōko      | 口湖庄 | Khẩu Hồ ngày nay                                                 |
| Hokkō 北港郡   | Làng Suirin    | 水林庄 | Thủy Lâm ngày nay                                                |
| Tōseki 東石郡  | Thị xã Bokushi | 朴子街 | Phác Tử ngày nay                                                 |
| Tōseki 東石郡  | Làng Rokkyaku  | 六脚庄 | Lục Cước ngày nay                                                |
| Tōseki 東石郡  | Làng Tōseki    | 東石庄 | Đông Thạch ngày nay                                              |
| Tōseki 東石郡  | Làng Hotei     | 布袋庄 | Bố Đại ngày nay                                                  |
| Tōseki 東石郡  | Làng Rokusō    | 鹿草庄 | Lộc Thảo ngày nay                                                |
| Tōseki 東石郡  | Làng Taihō     | 太保庄 | Thái Bảo ngày nay                                                |
| Tōseki 東石郡  | Làng Gichiku   | 義竹庄 | Nghĩa Trúc ngày nay                                              |